# سامانه پدافندی مجید

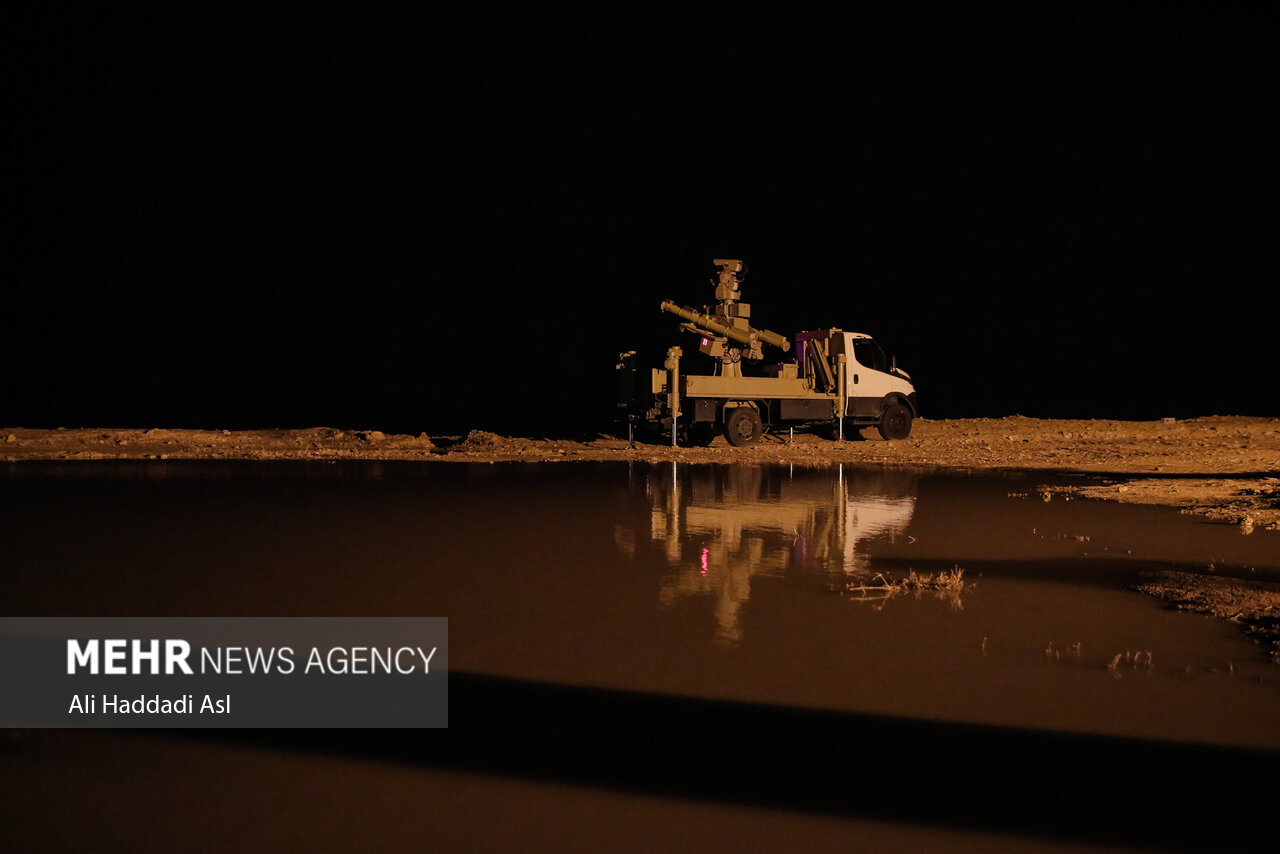

سامانه پدافندی ارتفاع پست مجید در رزمایش ۱۴۰۰ رونمایی شد. این سامانه برای کشف و هدف گیری، بجای رادار، از سامانه الکترواپتیک استفاده می‌کند. این سامانه دارای ۴ موشک پدافندی (قابلیت ارتقا به ۸ فروند) و حامل این سامانه خودروی ارس 2 است. 
برد کشف این سامانه ۱۲ کیلومتر و برد درگیری آن ۸ کیلومتر است.ارتفاع درگیری این سامانه ۲۰ متر تا ۶ کیلومتر است.این سامانه به صورت غیرفعال اهداف را کشف می‌کند و با آن ها درگیر می‌شود. به همین دلیل، هشداردهنده‌های جنگنده نمی‌توانند موشک آن را کشف کنند. البته این سامانه قابلیت لینک شدن با رادار کاشف۹۹ نیز دارد.